# Liga Nacional de Samoa
La Liga Nacional de Samoa es la máxima categoría de fútbol de Samoa, está compuesta por 12 equipos que se enfrentan todos contra todos en sistema de liga. El campeón clasifica a la fase preliminar de la Liga de Campeones de la OFC.
Se disputa desde 1979. Se formó como estimulante para esparcir el fútbol en el país. La mayoría de los equipos son de Apia, la capital samoana, por lo que gran parte de los partidos de la liga se juegan allí. De esta liga surgen los principales jugadores de la Selección de Fútbol de Samoa. Desmond Fa'aiuaso, Pasi Schwalger y Junior Michael son algunos de los mejores jugadores de la actualidad que surgieron de esta liga.

## Sistema de disputa
Los 12 equipos que la componen se enfrentan entre sí todos contra todos en 2 rondas. El equipo que más puntos consigue se corona campeón samoano y recibe una bonificación monetaria. En ciertos casos, cuando otros equipos, además de los 12 presentes en la liga, exigen su participación, la federación decide que el equipo que finalice en el último puesto perderá el derecho de jugar el año siguiente en la liga, y es remplazado por un equipo que no haya jugado en la temporada anterior.

## Historia
La primera temporada de la Primera División fue en 1979 y su primer campeón fue el Vaivase-Tai FC.

## Equipos participantes

### Temporada 2022
| Equipo            | Ciudad  | Fundación | Estadio          | Capacidad | 2021      |
| ----------------- | ------- | --------- | ---------------- | --------- | --------- |
| Fa'atoia United   |         |           |                  |           | 10°       |
| Kiwi FC           | Apia    | 1977      | Estadio Nacional | 3 500     | 4°        |
| Lepea FC          | Apia    | 1987      | Estadio Nacional | 3 500     | Ascendido |
| Lion Judah FC     | Upolu   |           |                  |           | 9°        |
| Lupe ole Soaga SC | Magiaga | 1998      | Estadio Nacional | 3 500     | 1°        |
| Sogi SC           | Sogi    | 1998      | Estadio Nacional | 3 500     | 5°        |
| USP FC            |         |           | Estadio Nacional | 3 500     | 6°        |
| Moaula United FC  | Apia    | 1980      | Estadio Nacional | 3 500     | Ascendido |
| Vaipuna SC        | Apia    | 1975      | Estadio Nacional | 3 500     | 2°        |
| Vaitele-Uta SC    | Vaitele | 2013      | Estadio Nacional | 3 500     | 7°        |
| Vaiusu SC         | Vaiusu  | 2015      | Estadio Nacional | 3 500     | 8°        |
| Vaivase-Tai FC    | Apia    | 1962      | Estadio Nacional | 3 500     | 3°        |

## Palmarés[1]
| Temporada | Campeón                          | Subcampeón                |
| --------- | -------------------------------- | ------------------------- |
| 1979      | Vaivase-Tai FC                   |                           |
| 1980      | Vaivase-Tai FC                   |                           |
| 1981      | Vaivase-Tai y SCOPA (compartido) |                           |
| 1982      | Alafua FC                        |                           |
| 1983      | Vaivase-Tai FC                   |                           |
| 1984      | Kiwi FC                          |                           |
| 1985      | Kiwi FC                          |                           |
| 1986-96   | Desconocido                      | Desconocido               |
| 1997      | Kiwi FC                          |                           |
| 1998      | Vaivase-Tai FC                   |                           |
| 1999      | Moata'a FC                       | Sogi SC                   |
| 2000      | Titavi FC                        | Sogi SC                   |
| 2001      | Sogi SC                          | Strickland Brothers Lepea |
| 2002      | Strickland Brothers Lepea        | Sogi SC                   |
| 2003      | Strickland Brothers Lepea        | Moata'a FC                |
| 2004      | Strickland Brothers Lepea        | Lupe ole Soaga SC         |
| 2005      | Strickland Brothers Lepea        | ---                       |
| 2006      | Vaivase-Tai FC                   | Cruz Azul                 |
| 2007      | Cruz Azul                        | Strickland Brothers Lepea |
| 2008      | OSM Sinamoga                     | ---                       |
| 2009–10   | Moaula United FC                 | Cruz Azul                 |
| 2010–11   | Kiwi FC                          | Moaula United FC          |
| 2011–12   | Kiwi FC                          | ---                       |
| 2012–13   | Lupe ole Soaga SC                | Moaula United FC          |
| 2013–14   | Kiwi FC                          | ---                       |
| 2014–15   | Lupe ole Soaga SC                | Vaimoso SC                |
| 2016      | Lupe ole Soaga SC                | Vaimoso SC                |
| 2017      | Lupe ole Soaga SC                | Lepea FC                  |
| 2018      | Kiwi FC                          | Lupe ole Soaga SC         |
| 2019      | Lupe ole Soaga SC                | Kiwi FC                   |
| 2020      | Lupe ole Soaga SC                | Vaipuna SC                |
| 2021      | Lupe ole Soaga SC                | Vaipuna SC                |
| 2022      | Vaivase-Tai FC                   | Vaipuna SC                |
| 2023      | Vaipuna SC                       | Lupe ole Soaga SC         |
| 2024      | Vaipuna SC                       |                           |

## Títulos por club
| Club                      | Títulos | Años campeón                                      |
| ------------------------- | ------- | ------------------------------------------------- |
| Kiwi FC                   | 7       | 1984, 1985, 1997, 2010–11, 2011–12, 2013–14, 2018 |
| Lupe ole Soaga SC         | 7       | 2012–13, 2014–15, 2016, 2017, 2019, 2020, 2021    |
| Vaivase-Tai FC            | 7       | 1979, 1980, 1981, 1983, 1998, 2006, 2022          |
| Strickland Brothers Lepea | 4       | 2002, 2003, 2004, 2005                            |
| Alafua FC                 | 1       | 1982                                              |
| Moata'a FC                | 1       | 1999                                              |
| Titavi FC                 | 1       | 2000                                              |
| Sogi SC                   | 1       | 2001                                              |
| Cruz Azul                 | 1       | 2007                                              |
| OSM Sinamoga              | 1       | 2008                                              |
| Moaula United FC          | 1       | 2009–10                                           |
| SCOPA                     | 1       | 1981                                              |

## Clasificación histórica
Actualizado el 7 de Julio de 2022.Tabla elaborada desde 2014-15 cuando pasó a llarmase Upolu Premier League hasta la terminada temporada 2021. En verde los equipos en que juegan en la Liga Nacional 2022, en azul los que juegan la Primera División 2022 y en amarillo los que juegan la Segunda División 2022.
| Pos. | Equipo             | Temp. | PJ  | PG | PE | PG | GF  | GC  | DG   | Pts. |
| ---- | ------------------ | ----- | --- | -- | -- | -- | --- | --- | ---- | ---- |
| 1    | Lupe ole Soaga SC  | 7     | 103 | 90 | 8  | 5  | 555 | 62  | +493 | 278  |
| 2    | Kiwi FC            | 7     | 103 | 68 | 13 | 22 | 390 | 124 | +266 | 217  |
| 3    | Vaipuna SC         | 7     | 103 | 54 | 17 | 32 | 385 | 200 | +185 | 179  |
| 4    | Vaitele-Uta SC     | 7     | 103 | 56 | 13 | 34 | 252 | 173 | +79  | 179  |
| 5    | Vaivase-Tai FC     | 7     | 103 | 51 | 20 | 32 | 297 | 198 | +99  | 175  |
| 6    | Vaiusu SC          | 6     | 92  | 36 | 18 | 38 | 190 | 187 | +3   | 126  |
| 7    | Moaula United FC   | 6     | 81  | 21 | 7  | 53 | 208 | 218 | -10  | 109  |
| 8    | Lepea FC           | 4     | 58  | 27 | 4  | 27 | 166 | 135 | +31  | 85   |
| 9    | Sogi SC            | 3     | 49  | 21 | 6  | 22 | 125 | 109 | +16  | 69   |
| 10   | Vaimoso SC         | 4     | 44  | 21 | 3  | 20 | 116 | 148 | -32  | 66   |
| 11   | Togafuafua FC      | 5     | 80  | 19 | 8  | 53 | 129 | 332 | -203 | 65   |
| 12   | Adidas SC          | 4     | 54  | 12 | 2  | 38 | 77  | 244 | -167 | 40   |
| 13   | Fa'atoia United    | 3     | 49  | 10 | 4  | 35 | 87  | 311 | -124 | 34   |
| 14   | USP FC             | 1     | 22  | 9  | 5  | 8  | 56  | 42  | +14  | 32   |
| 15   | Lion Judah FC      | 1     | 22  | 8  | 4  | 10 | 43  | 46  | 0    | 28   |
| 16   | Moata'a FC         | 4     | 70  | 8  | 2  | 60 | 74  | 414 | -340 | 26   |
| 17   | Vaitoloa United FC | 3     | 33  | 6  | 6  | 21 | 64  | 104 | +40  | 24   |
| 18   | Moamoa Roosters    | 2     | 22  | 5  | 1  | 16 | 23  | 113 | -90  | 16   |
| 19   | AST Central United | 2     | 22  | 3  | 2  | 17 | 31  | 161 | -131 | 11   |
| 20   | Leauvaa FC         | 1     | 11  | 0  | 1  | 10 | 3   | 41  | -38  | 1    |